# تب خونریزی دهنده به همراه سندرم کلیوی
تب خونریزی‌دهنده به همراه سندرم کلیوی که به‌صورت خلاصه HFRS به آن گفته می‌شود نام دسته‌ای از بیماری‌ها با علائم بالینی همانند است که توسط گونه‌هایی از ویروس‌های هانتا از خانوادهٔ هانتاویریده در راستهٔ ویروس‌های بانیا ایجاد می‌شود. به این بیماری تب خونریزی‌دهندهٔ کُره‌ای هم گفته می‌شود. گونه‌هایی از آن که می‌تواند HFRS را پدیدآورند شامل ویروس اورتوهانتای هانتان، ویروس اورتوهانتای بلگراد-دوبراوا، ویروس سارما، ویروس اورتوهانتای سئول، ویروس اورتوهانتای پومالا و دیگر ویروس‌های اورتوهانتا است. این ویروس در اروپا، آفریقا و آسیا یافت شده‌است. از میان این ویروس‌ها، ویروس رود هانتان و ویروس بلگراد-دوبراوا شدیدترین سندرم را با بالاترین میزان مرگ و میر ایجاد می‌کنند. اگر سندرم در اثر ویروس پومالا پدید آمده باشد به آن نفروپاتیا اپیدمیکا گفته می‌شود. این عفونت در زبان‌های گوناگون، نام‌های متفاوتی دارد برای نمونه در زبان نروژی به آن طاعون موش و در زبان فنلاندی به آن تب وُل گفته می‌شود.

## نشانه‌ها
نشانه‌های HFRS معمولاً پس از یک تا دو هفته ظاهر می‌شود که البته در موارد نادر پس از ۸ هفته پدید می‌آیند. نشانه‌های نخستین این بیماری به‌صورت ناگهانی پدید می‌آیند که عبارت‌اند از: سردرد شدید، درد در ناحیهٔ پشت و شکم، تب، لرز، تهوع و تاری چشم. در برخی افراد ممکن است صورت برافروخته شده، چشم‌ها ورم کند و قرمز شود و کهیر بزنند.
نشانه‌های بعدی این بیماری عبارت‌ند از: افت فشار خون، شوک ناگهانی، نَشت خون از رگ‌ها شود و از کار افتادن ناگهانی کلیه‌ها شود که خود باعث آب آوردن شدید بدن می‌شود. میزان شدت این نشانه‌ها بستگی به عامل آلوده‌کنندهٔ بدن دارد. در صورتی‌که این بیماری در اثر ویروس‌های هانتا و دوبراوا باشد نشانه‌ها شدید خواهد بود اما اگر بدن توسط ویروس‌های سئول، سارِما و پومالا آلوده شده باشد معمولاً نشانه‌ها به‌نسبت ضعیف‌تر خواهند بود. بهبودی کامل معمولاً پس از چندین هفته یا حتی ماه به‌وجود می‌آید.

### مرحلهٔ تب
در این مرحله گونه‌ها و بینی قرمز می‌شود، بیمار، تب و لرز دارد، کف دست‌ها عرق می‌کند، اسهال، کسالت، سردرد، تهوع، درد شکمی، درد پشت و مشکلات تنفسی مانند آنفلوانزا خواهد داشت. این نشانه‌ها طی سه تا هفت روز کامل می‌شوند و در کل پس از سه هفته از آلوده شدن به ویروس پدیدار می‌شوند.

### مرحلهٔ افت فشار خون
در این مرحله گلبول‌های قرمز خون کاهش می‌یابد و فشار خون افت می‌کند که می‌تواند به‌صورت تندتپشی و کاهش اکسیژن خون بروز کند. این مرحله می‌تواند تا دو روز ادامه یابد.

### مرحلهٔ کم‌ادراری
این مرحله سه تا هفت روز طول می‌کشد و ناشی از نارسایی کلیه و پروتئینوری است.

## درمان
این بیماری درمان یا واکسن خاصی ندارد بلکه درمان تنها از راه حمایت از بدن صورت می‌گیرد مانند انجام دیالیز. در چین و کره در آغاز دورهٔ تب از ریباویرین استفاده شده بود که منجر به کاهش مرگ و میر و کاهش دورهٔ بیماری شده بود. تزریق مایعات و الکترولیت های داخل وریدی حفظ اکسیژن بدن فرد آلوده چک کردن علائم حیاتی(نبض، فشار خون، قند خون، تنفس) مهم است استفاده از آنتی بیوتیک و آنتی فانگال برای پیشگیری از وقوع عفونت های باکتریایی و قارچی مهم است

## پیشگیری
کنترل ورود جوندگان در فضای پیرامون و درون خانه و نداشتن تماس با آن‌ها، نخستین گام در پیشگیری از این بیماری است همچنین در صورت تماس با آن‌ها باید از ماسک استفاده کرد تا از ذرات آلودهٔ معلق در هوا که ناشی از جونده است از راه تنفس وارد بدن نشود.